# Сенді Ґосс
Сенді Ґосс (англ. Sandy Goss, 2 жовтня 1966) — канадський плавець.
Призер Олімпійських Ігор 1984, 1988 років.
Призер Пантихоокеанського чемпіонату з плавання 1985, 1991 років.
Переможець Ігор Співдружності 1986 року.